# بين كيلر
بين كيلر (بالإنجليزية: Painkiller)‏ هي لعبة تصويب منظور شخص أول من تطوير شركة بيبول كان فلاي البولندية، صدرت اللعبة في أبريل 2004 على جهاز مايكروسوفت ويندوز.